# Mark Evans (Ruderer)
Marcus „Mark“ Evans (* 16. August 1957 in Toronto) ist ein ehemaliger kanadischer Ruderer.
Mark Evans und sein Zwillingsbruder Michael Evans waren Absolventen des Upper Canada College und gehörten dem Hanlan Boat Club an. Bei den Ruder-Weltmeisterschaften 1981 starteten die beiden Brüder im Zweier ohne Steuermann und belegten den sechsten Platz, 1983 erreichten die Zwillinge den fünften Platz. 1984 trat der kanadische Achter mit Blair Horn, Dean Crawford, Michael Evans, Paul Steele, Grant Main, Mark Evans, Kevin Neufeld, Patrick Turner und Steuermann Brian McMahon an. Bei den Olympischen Spielen 1984 belegten die Kanadier im ersten Vorlauf den zweiten Platz hinter den Neuseeländern und qualifizierten sich im Hoffnungslauf mit einem zweiten Platz hinter den Australiern für das Finale. Im Finale siegten die Kanadier mit vier Zehntelsekunden vor dem US-Achter, die Bronzemedaille gewannen mit zwei Sekunden Rückstand die Australier vor den Neuseeländern.
Mark und Michael Evans waren zu dieser Zeit Studenten an der University of Oxford, 1983 und 1984 siegten sie mit dem Achter von Oxford beim Boat Race. Mark Evans beendete 1984 seine internationale Ruderkarriere, blieb dem Sport aber als Seniorenruderer und Schiedsrichter verbunden.